# Gimnur menut
El gimnur menut (Podogymnura minima) és una espècie de mamífer eulipotifle de la família dels erinacèids. Viu als altiplans del centre de l'illa de Mindanao (Filipines). Anteriorment era considerat una subespècie del gimnur de Mindanao (P. truei), però és més petit i té el pelatge un xic més clar. Tanmateix, tots dos tenen el pelatge fosc amb reflexos daurats diminuts.